# Obella
Obella (auch: Obel Island, Obire, Obire-tō) ist eine unbewohnte Insel des Kwajalein-Atolls in der Ralik-Kette im ozeanischen Staat der Marshallinseln (RMI).

## Geographie
Das Motu liegt ca. 3 km südlich des Nordzipfels des Atolls bei Roi-Namur und mit Begeraburappu südlich von Enubirr.
Im Süden schließt sich Ailing Jappel an.

## Klima
Das Klima ist tropisch heiß, wird jedoch von ständig wehenden Winden gemäßigt. Ebenso wie die anderen Orte der Kwajalein-Gruppe wird Obella gelegentlich von Zyklonen heimgesucht.